# Darwin College (Cambridge)
Darwin College é uma faculdade constituinte da Universidade de Cambridge. Fundada em 28 de julho de 1964, Darwin foi a primeira faculdade somente de pós-graduação da Universidade de Cambridge e também a primeira a admitir homens e mulheres. A faculdade leva o nome de uma das famílias de ex-alunos mais famosas da universidade, a de Charles Darwin. A família Darwin era dona de algumas das terras, Newnham Grange, onde hoje fica a faculdade.
A faculdade tem entre 600 e 700 estudantes, a maioria estudando para doutorado ou graus MPhil com pontos fortes na ciências, humanidades, e direito. Cerca de metade dos alunos vem de fora do Reino Unido, representando 80 nacionalidades em 2016. Darwin é a maior faculdade de pós-graduação de Cambridge. A faculdade irmã de Darwin na Universidade de Oxford é a Wolfson College.
Os membros do Darwin College são chamados de darwinianos. A faculdade tem vários ex-alunos ilustres, incluindo chefes de governo e estado proeminentes, políticos, diplomatas e cientistas de vários países, como a primatologista e antropóloga britânica Jane Goodall, a conservacionista americana Dian Fossey, o governador-geral de Barbados Elliott Belgrave, a vencedora do Prêmio Nobel Elizabeth Blackburn, o ganhador do Prêmio Nobel Eric Maskin, o procurador-geral dos Estados Unidos Paul Clement, o cientista vencedor do Prêmio Global de Energia Thorsteinn I. Sigfusson e o neurocirurgião indicado ao Prêmio Pulitzer Paul Kalanithi.
Sir Ian Wilmut, o líder do grupo de pesquisa que em 1996 clonou pela primeira vez um mamífero de uma célula somática adulta, um cordeiro Dorset finlandês chamado Dolly, também é ex-aluno da faculdade. Os bolsistas honorários incluem o Prêmio Nobel Amartya Sen e o astrônomo Martin Rees. Alunos notáveis e bolsistas do Darwin College incluem o político britânico Oliver Letwin, o ganhador do Prêmio Nobel Richard Henderson e outros quatro ganhadores do Prêmio Nobel. O colégio tem 23 membros da Royal Society entre seus membros atuais, eméritos e honorários, incluindo Dame Jane Francis.

## História

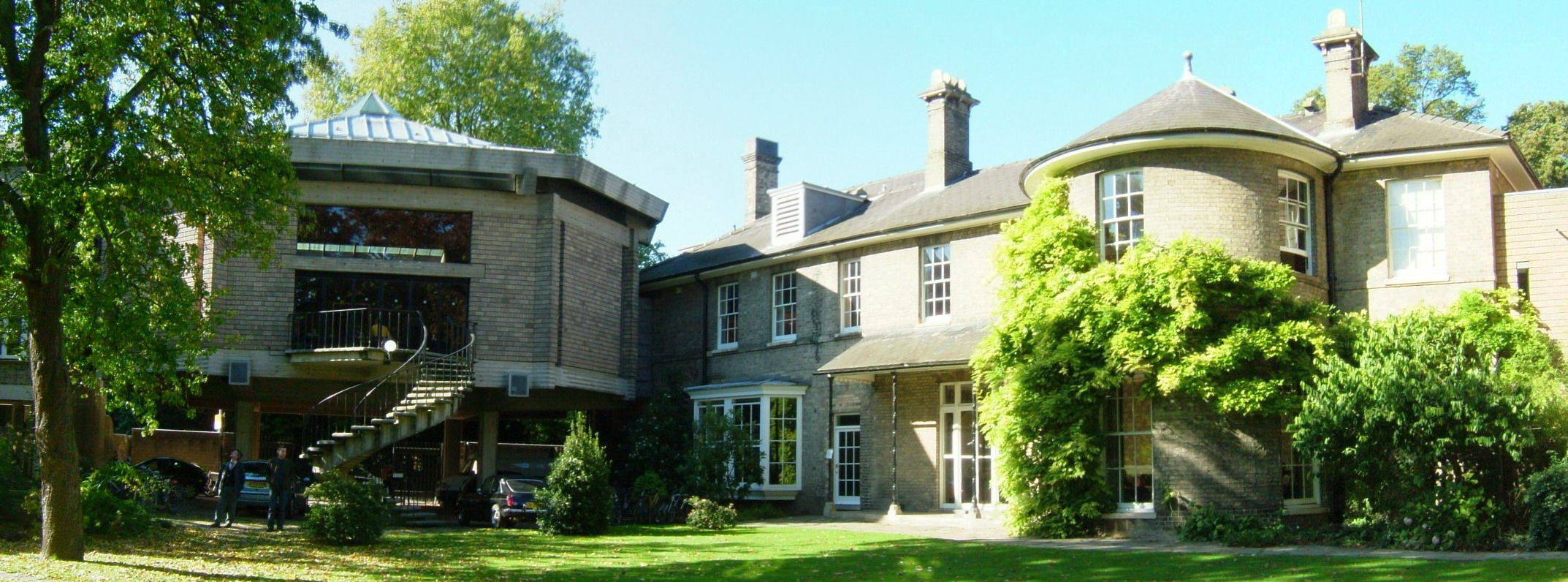
Prédio principal

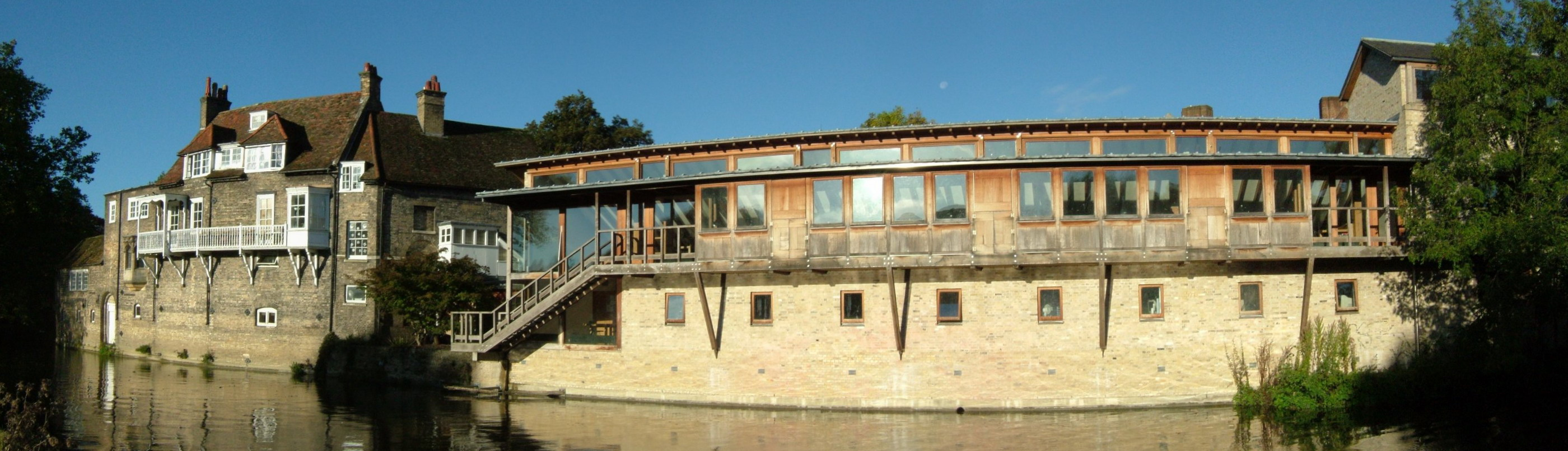
Biblioteca do Darwin College do Millpond

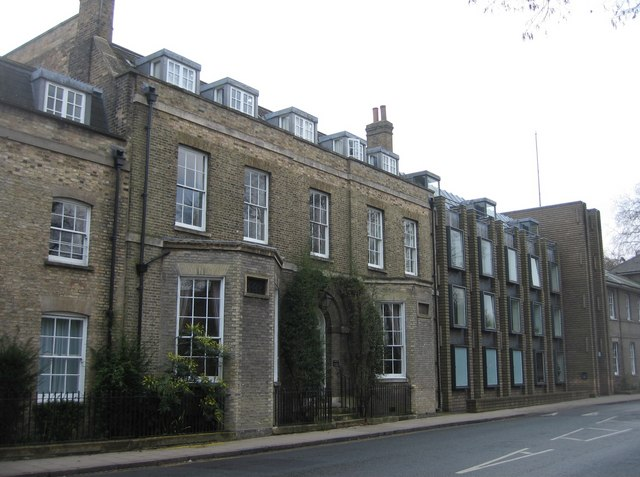
Silver Street

Um aumento significativo no número de alunos de pós-graduação na Universidade de Cambridge no período pós-guerra levou a uma percepção crescente de que uma faculdade de pós-graduação estava se tornando necessária. Em 1963, três das faculdades mais antigas da universidade - Trinity College, St John's College e Gonville and Caius College - anunciaram sua intenção de formar em conjunto uma nova faculdade totalmente de pós-graduação. A faculdade foi fundada em 1964, localizada às margens do rio Cam, em frente ao Queens 'College. Em 29 de janeiro de 1965, o Conselho Privado deu aprovação formal ao colégio como uma Fundação Aprovada. Ele recebeu sua Carta Real como uma faculdade independente dentro da universidade em 1976.
A faculdade leva o nome da família Darwin, o segundo filho de Charles Darwin, George Darwin, tendo possuído algumas das propriedades que a faculdade agora ocupa. Ele comprou Newnham Grange, a parte mais antiga do colégio, em 1885, junto com o prédio adjacente conhecido como The Old Granary e Small Island. (Newnham Grange foi originalmente construído em 1793 para a família de Patrick Beales, um comerciante local de milho e carvão. Foi amplamente remodelado por George Darwin).
Um livro comemorativo intitulado Darwin College: um retrato do 50º aniversário (Darwin College: A 50th Anniversary Portrait) foi encomendado e publicado pela faculdade em 2014 para comemorar o 50º aniversário da fundação da faculdade em 1964.

## Edifícios
O Darwin College é conhecido por sua distinta arquitetura georgiana e vitoriana, jardins e localização da faculdade, que está integrada ao rio Cam, nas proximidades.
Localizada na Silver Street e Newnham Road, a faculdade também é conhecida pelas pontes de Darwin College, que conectam o terreno da faculdade com as duas ilhas da faculdade.

## Vida estudantil

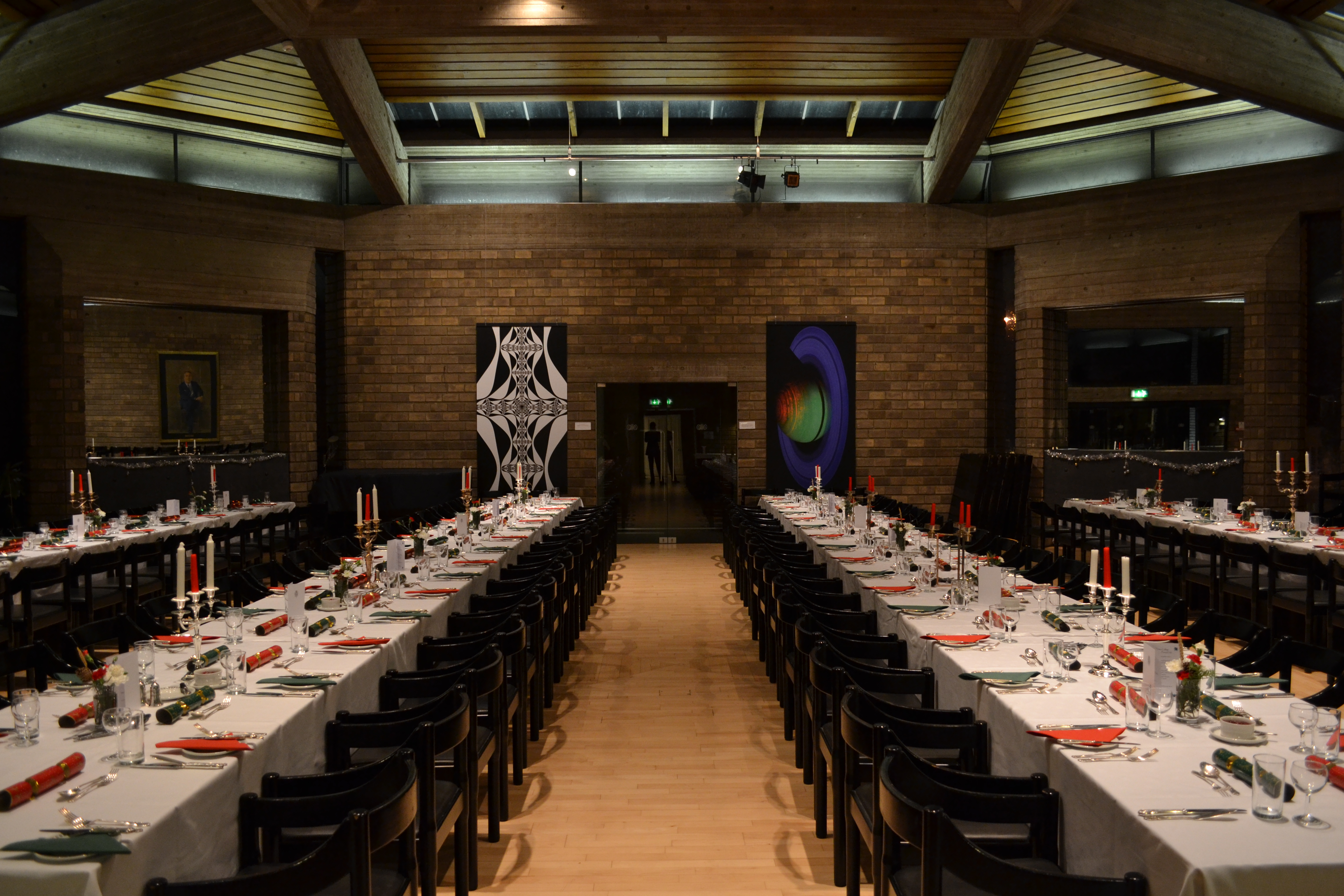
Hall de jantar do Darwin College, Natal de 2011

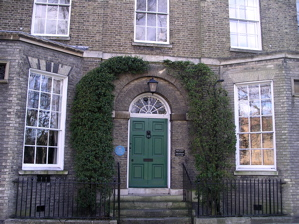
Newnham Grange

A faculdade organiza anualmente a prestigiosa Darwin Lecture Series, oito palestras ao longo de oito semanas estruturadas em torno de um único tema examinado de perspectivas muito diferentes (científicas, humanidades, artes), ministradas por palestrantes eminentes que são as principais autoridades internacionais em seus campos. As palestras foram realizadas por mais de vinte e cinco anos e constituem um dos principais eventos do calendário de Cambridge. A maior parte da série de palestras foi publicada na forma de livros. Os palestrantes anteriores na série de palestras incluíram Sir Walter Bodmer, Rose George, Andrew Fabian e o historiador David Olusoga. A palestra inaugural foi ministrada pelo filósofo Sir Karl Popper.

## Ex-alunos notáveis
O Darwin College está associado a uma série de ex-membros ilustres, incluindo ex-alunos, bolsistas da faculdade e mestres anteriores. Os darwinistas alcançaram grande sucesso em uma ampla variedade de carreiras, incluindo cientistas, advogados, políticos, acadêmicos, funcionários públicos, diplomatas e representantes de organizações internacionais.
Elizabeth Blackburn, ganhadora do Nobel de medicina em 2009, fez seu PhD em Darwin. Eric Maskin, ganhador do Nobel de economia em 2007, foi um estudante visitante em 1975-1976.

Os conservacionistas Jane Goodall e Dian Fossey, Brian Gibson, Seamus O'Regan e Sir Ian Wilmut, o líder do grupo de pesquisa que primeiro clonou a ovelha Dolly, um mamífero de uma célula somática adulta, são ex-alunos.

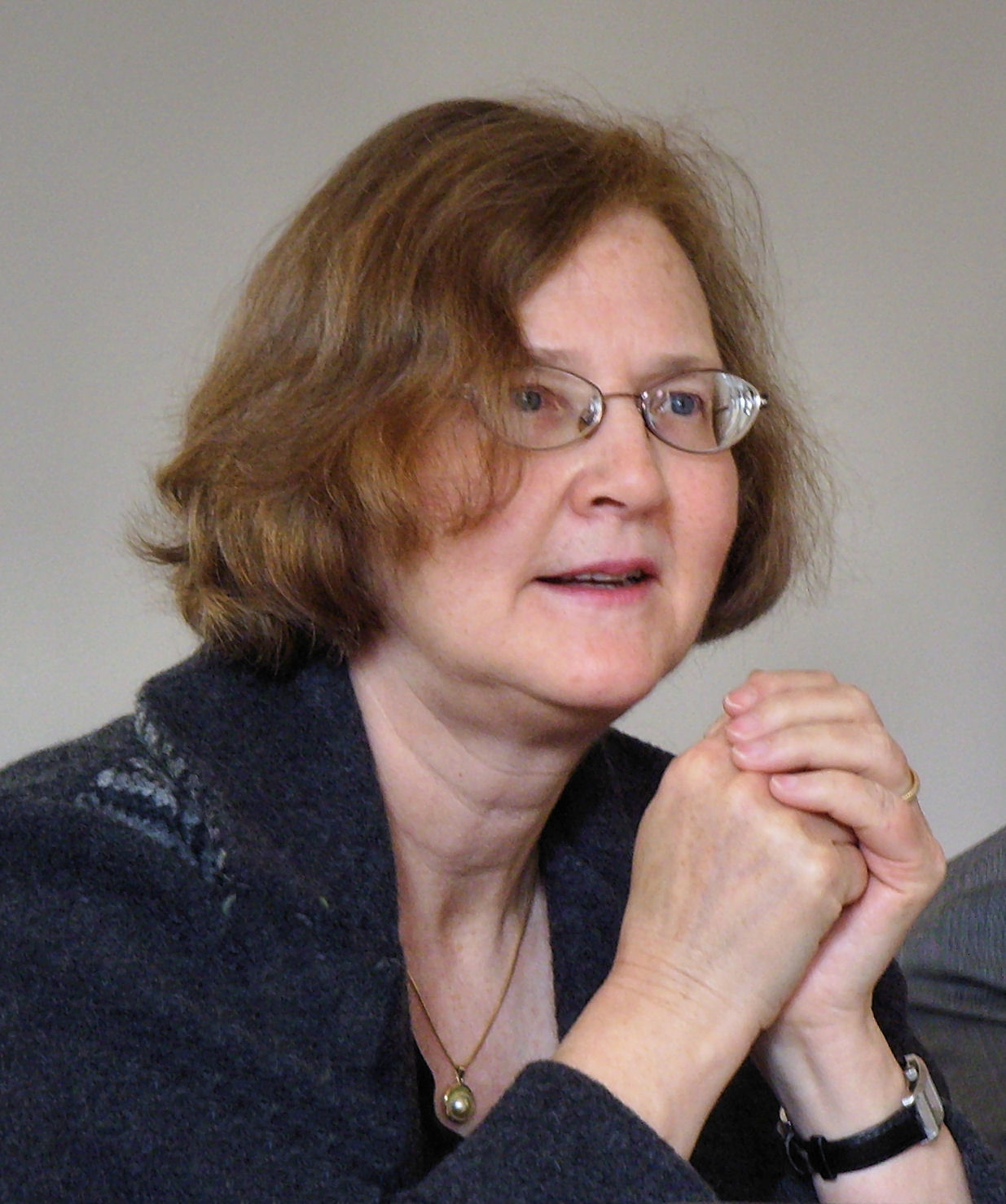
Elizabeth Blackburn: Prêmio Nobel de Medicina de 2009
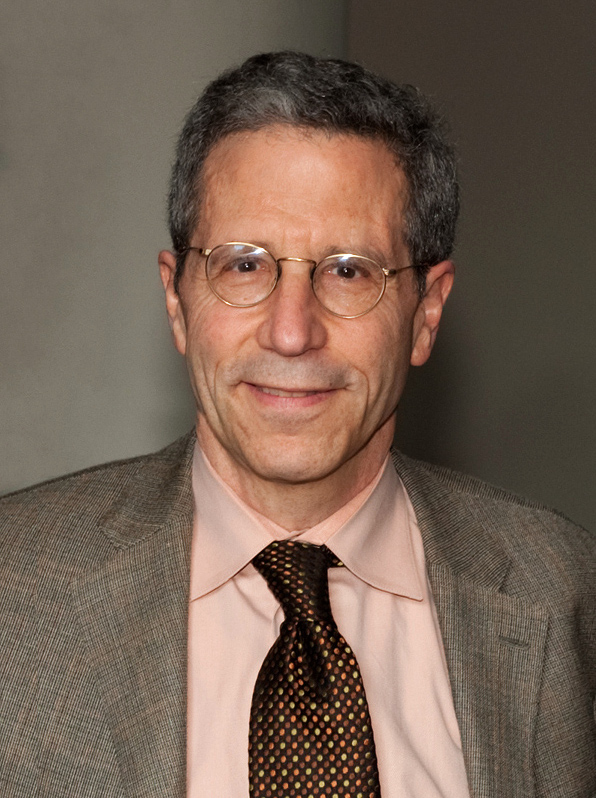
Eric Maskin: Prêmio Nobel de Economia em 2007
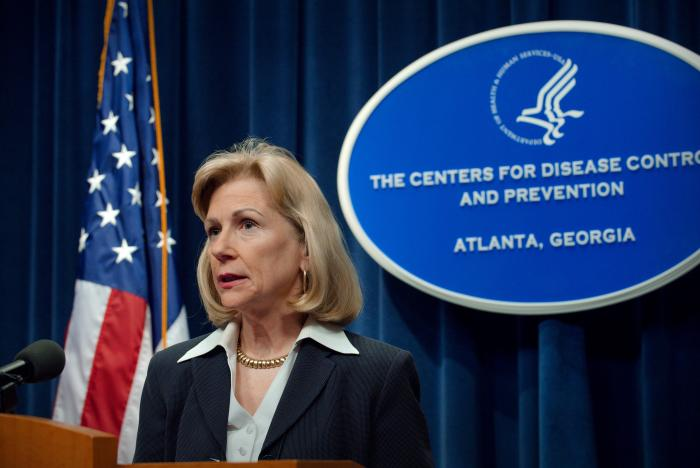
Nancy Cox: Virologista
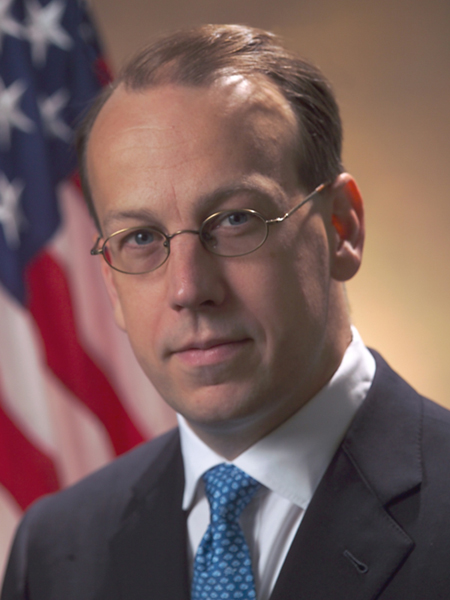
Paul Clement: Ex-Procurador Geral dos Estados Unidos
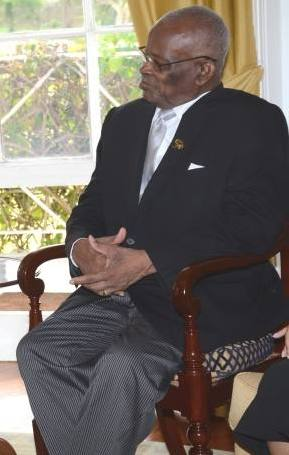
Elliott Belgrave: Governador-Geral e Juiz do Tribunal Superior de  Barbados
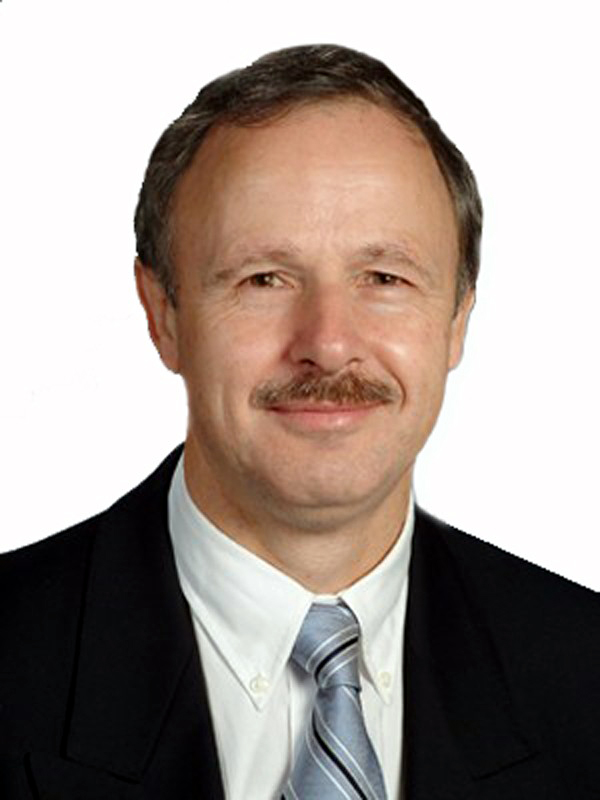
Roger Gosden: fisiologista
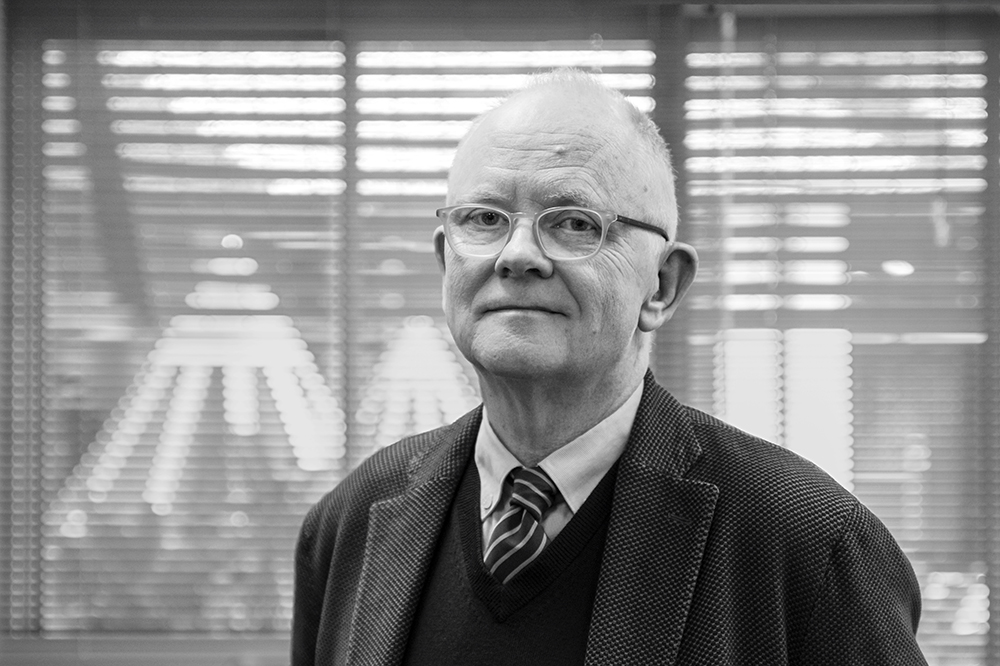
Stephen Gaukroger: historiador australiano
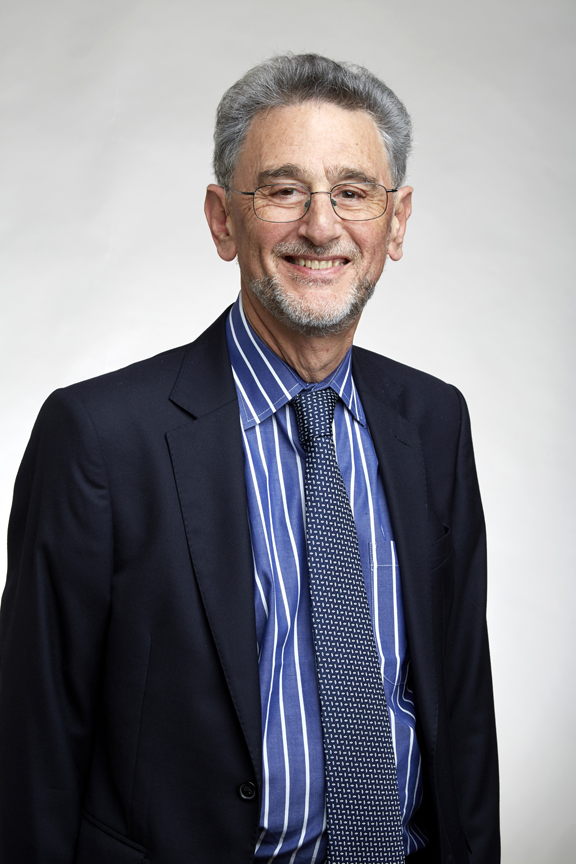
Philip Dawid: estatístico
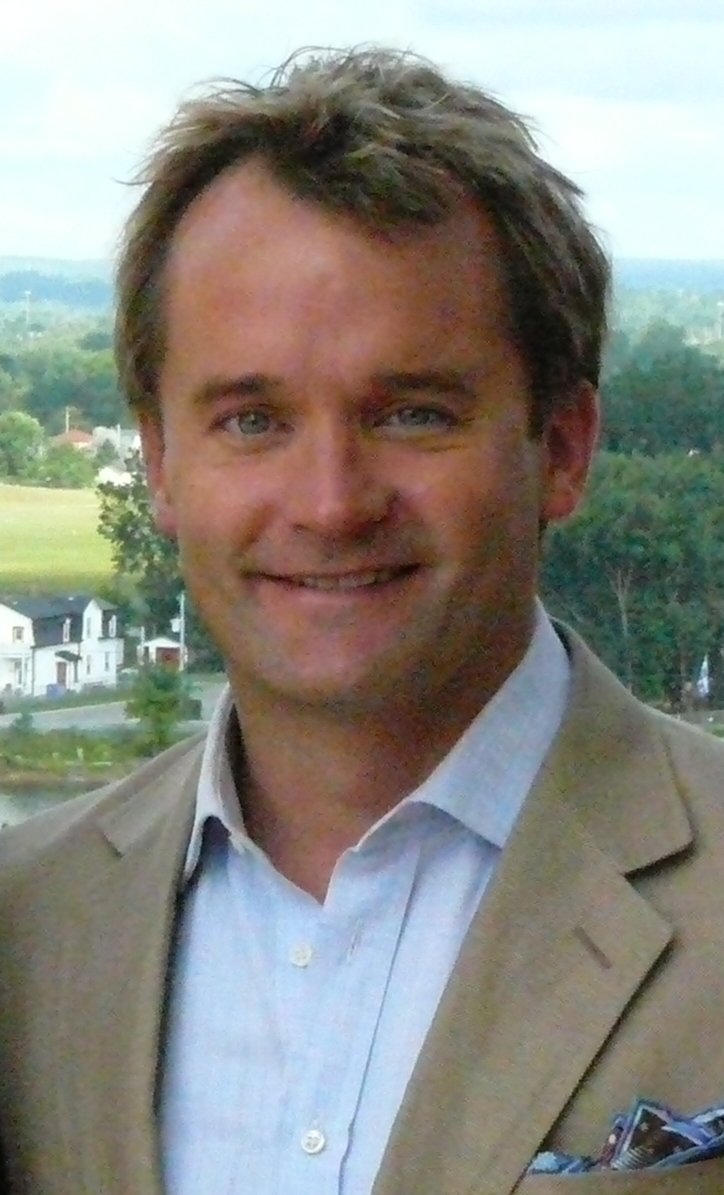
Seamus O'Regan: político e jornalista canadense
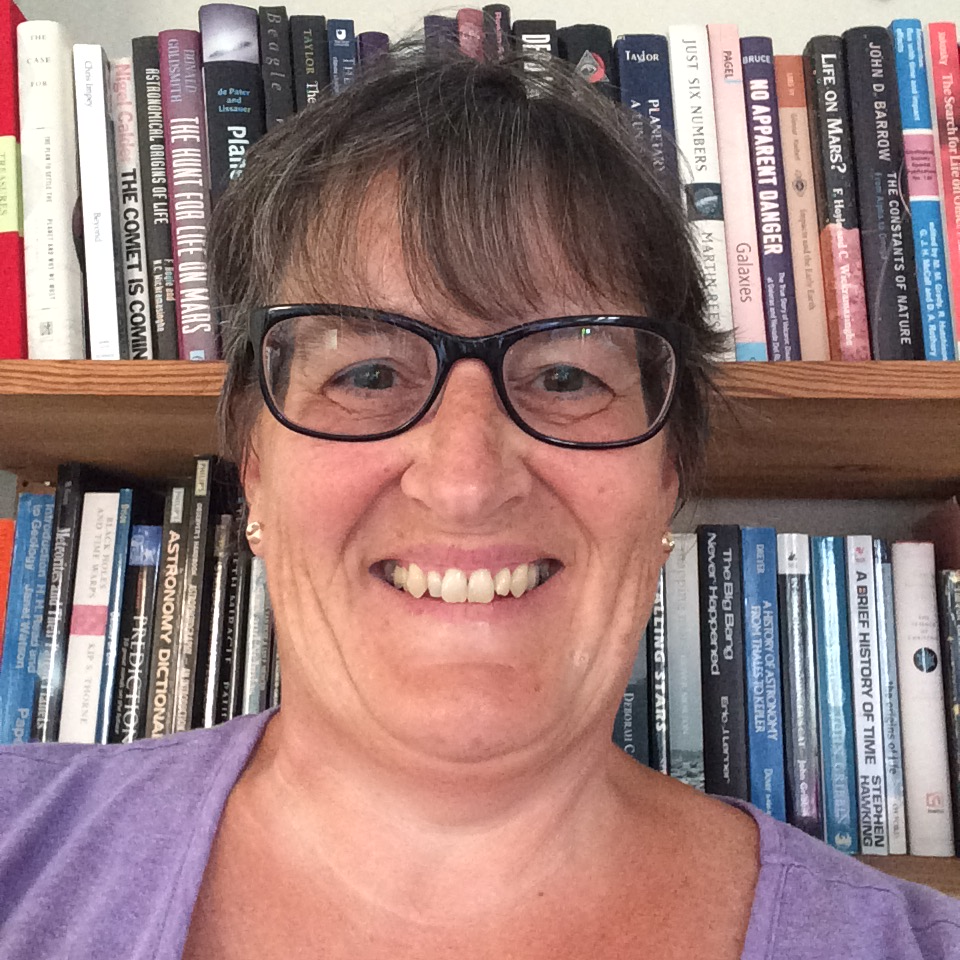
Monica Grady CBE: cientista espacial britânica
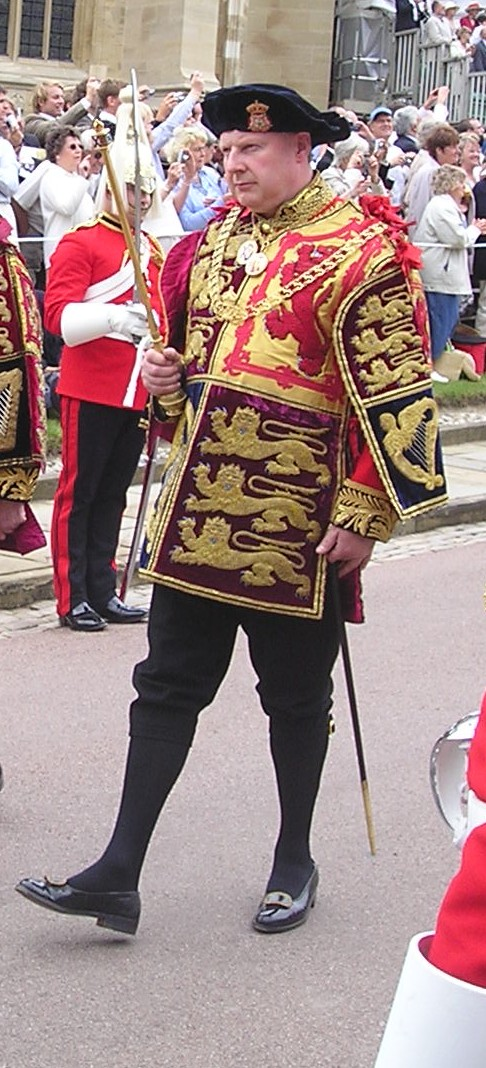
Thomas Woodcock:  Garter Principal King of Arms
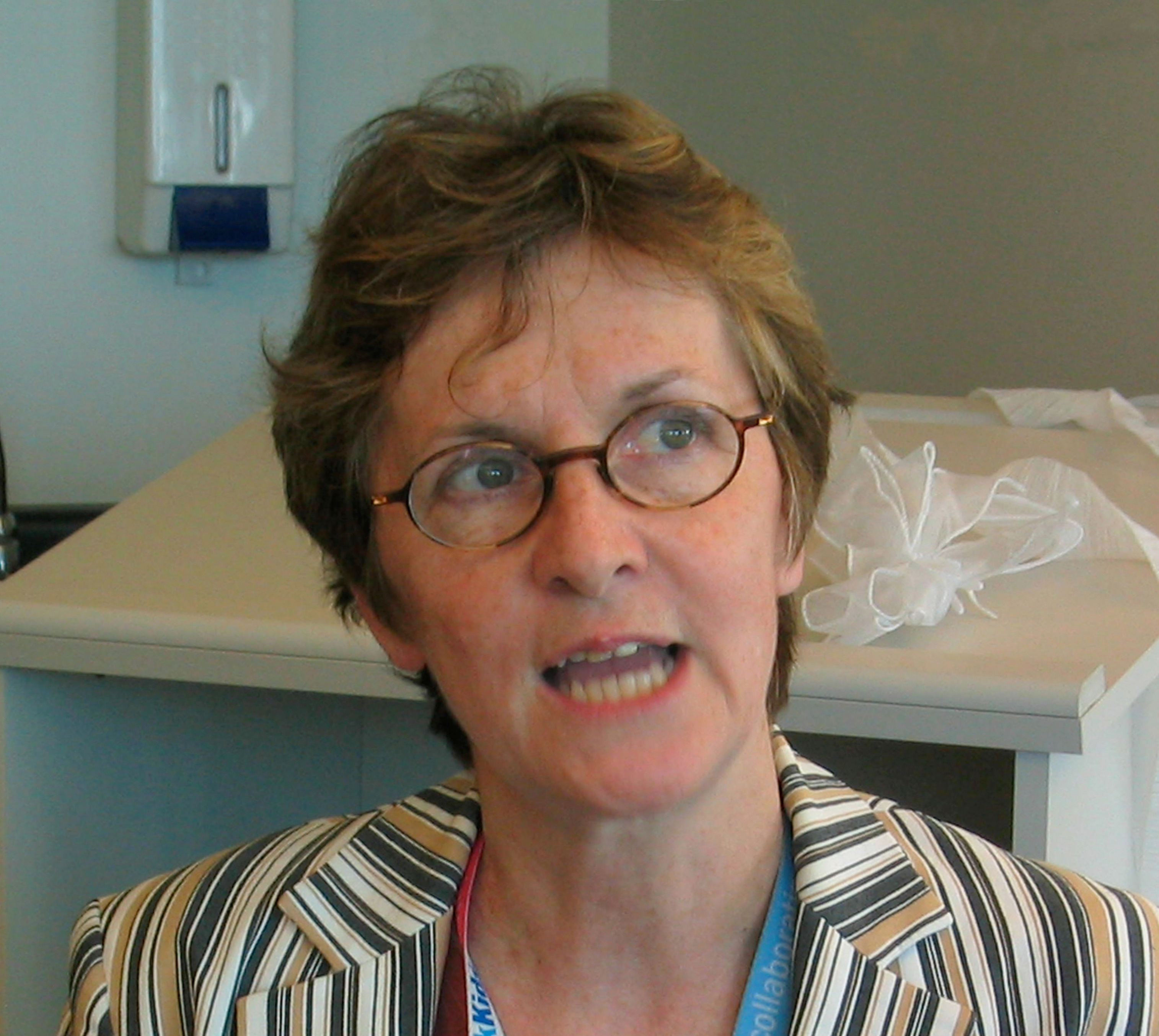
Janet Rossant: bióloga britânica do desenvolvimento

## Bolsistas
César Milstein, que recebeu o Prêmio Nobel de Fisiologia ou Medicina em 1984, foi bolsista do Darwin College de 1980 a 2002. Richard Henderson, vencedor do Prêmio Nobel de Química de 2017, é bolsista desde 1981.
Sir Karl Popper e o vencedor do Prêmio Nobel Max Perutz foram bolsistas honorários, assim como Amartya Sen e Martin Rees. Oliver Letwin foi bolsista pesquisador de 1981 a 1982.

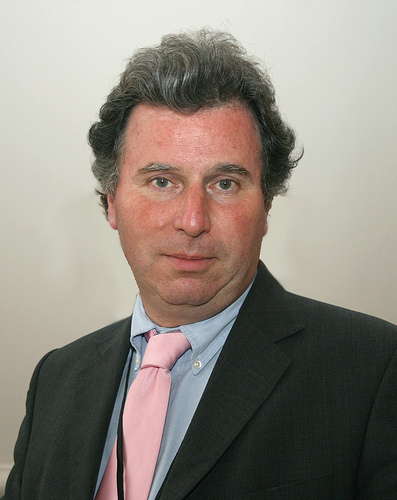
Sir Oliver Letwin: Ex-Ministro do Gabinete Sombrio
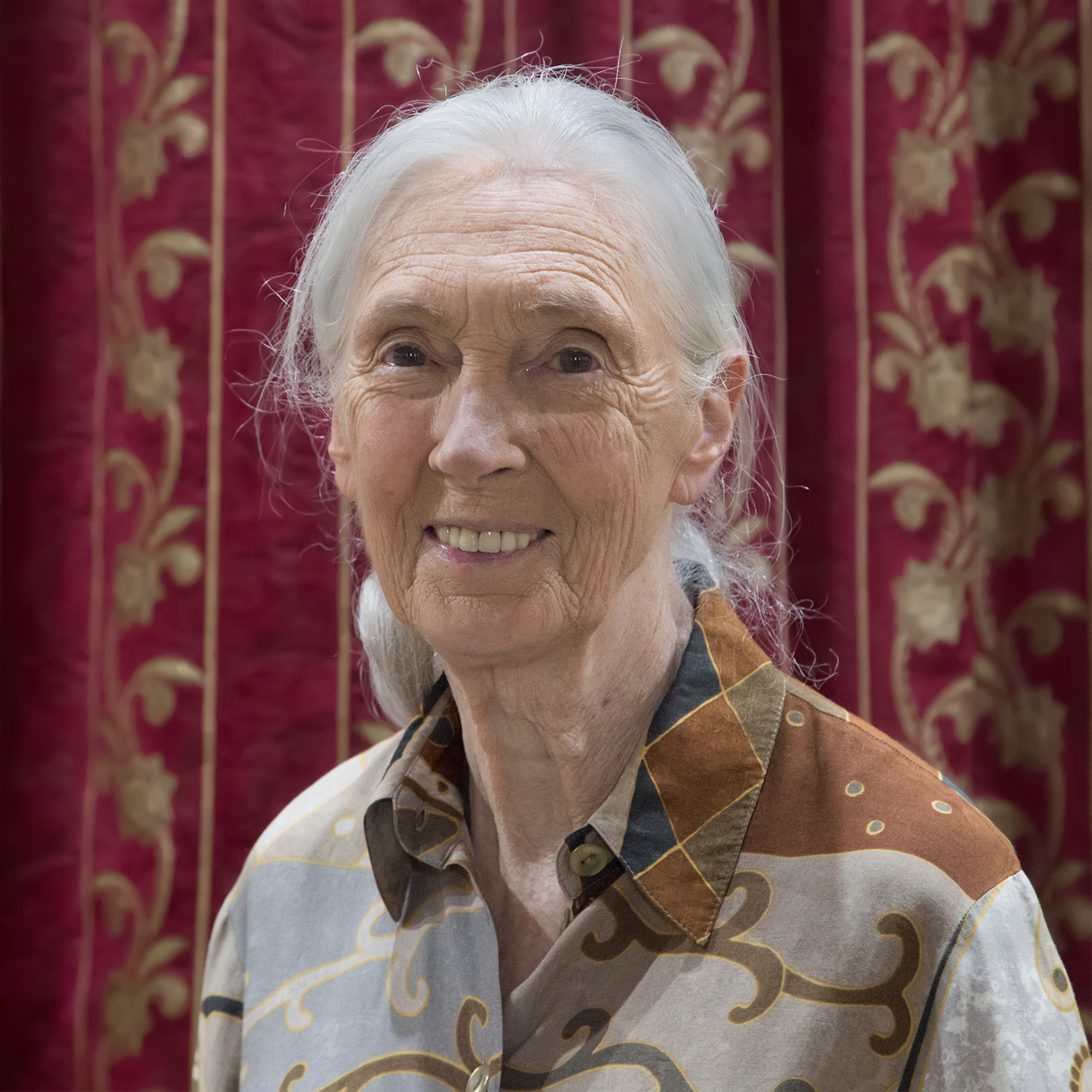
Jane Goodall: Primatologista e antropóloga
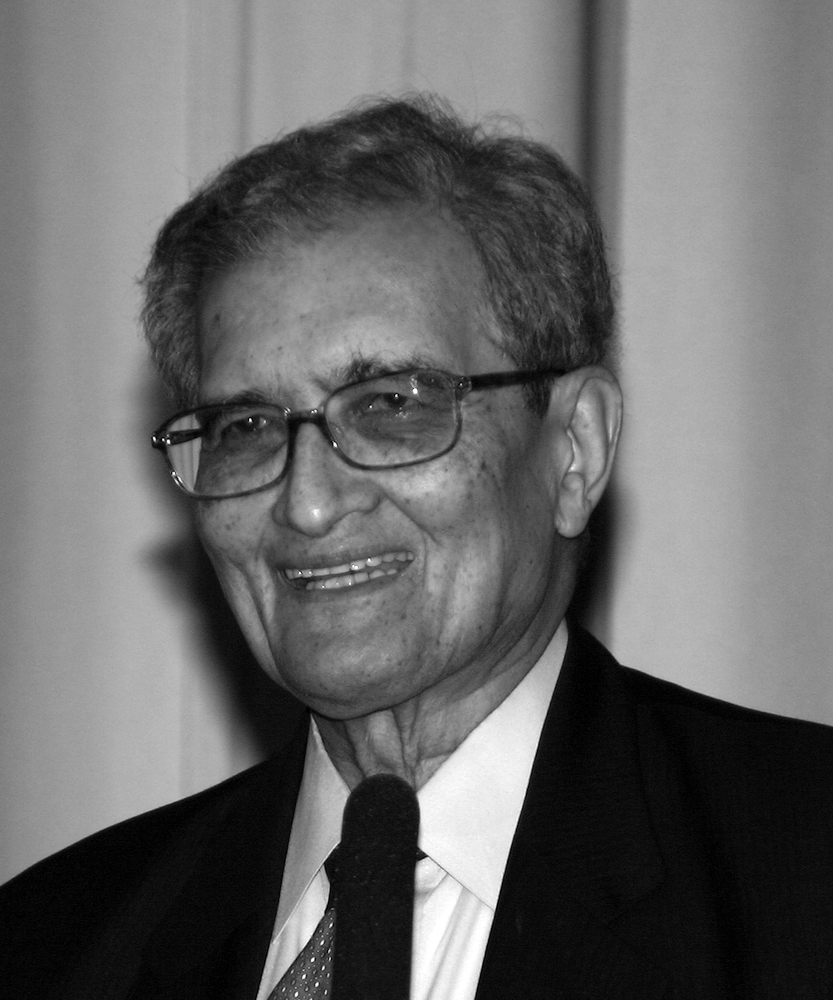
Amartya Sen: Prêmio Nobel de Economia em 1998
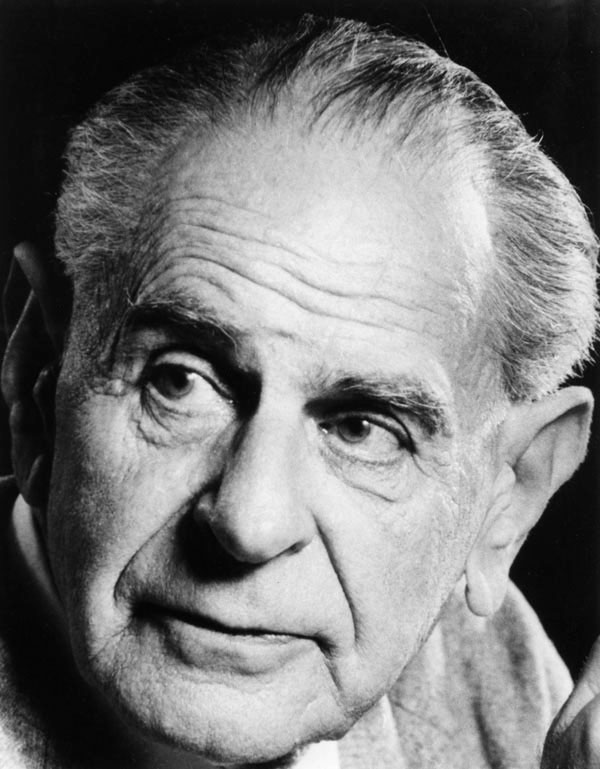
Sir Karl Popper: Filósofo da Ciência
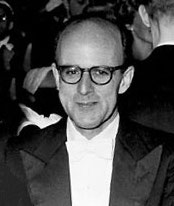
Max Perutz: Prêmio Nobel de Química em 1962
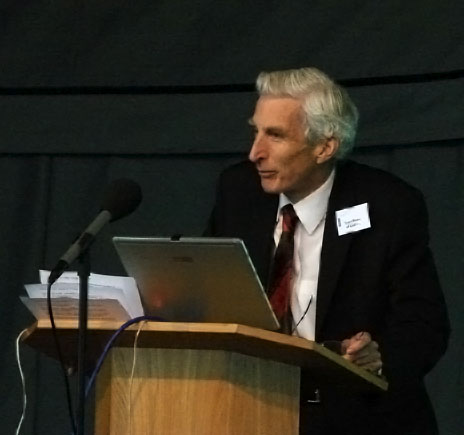
Martin Rees: Astrofísico
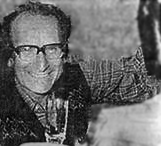
César Milstein: Prêmio Nobel de Medicina de 1984
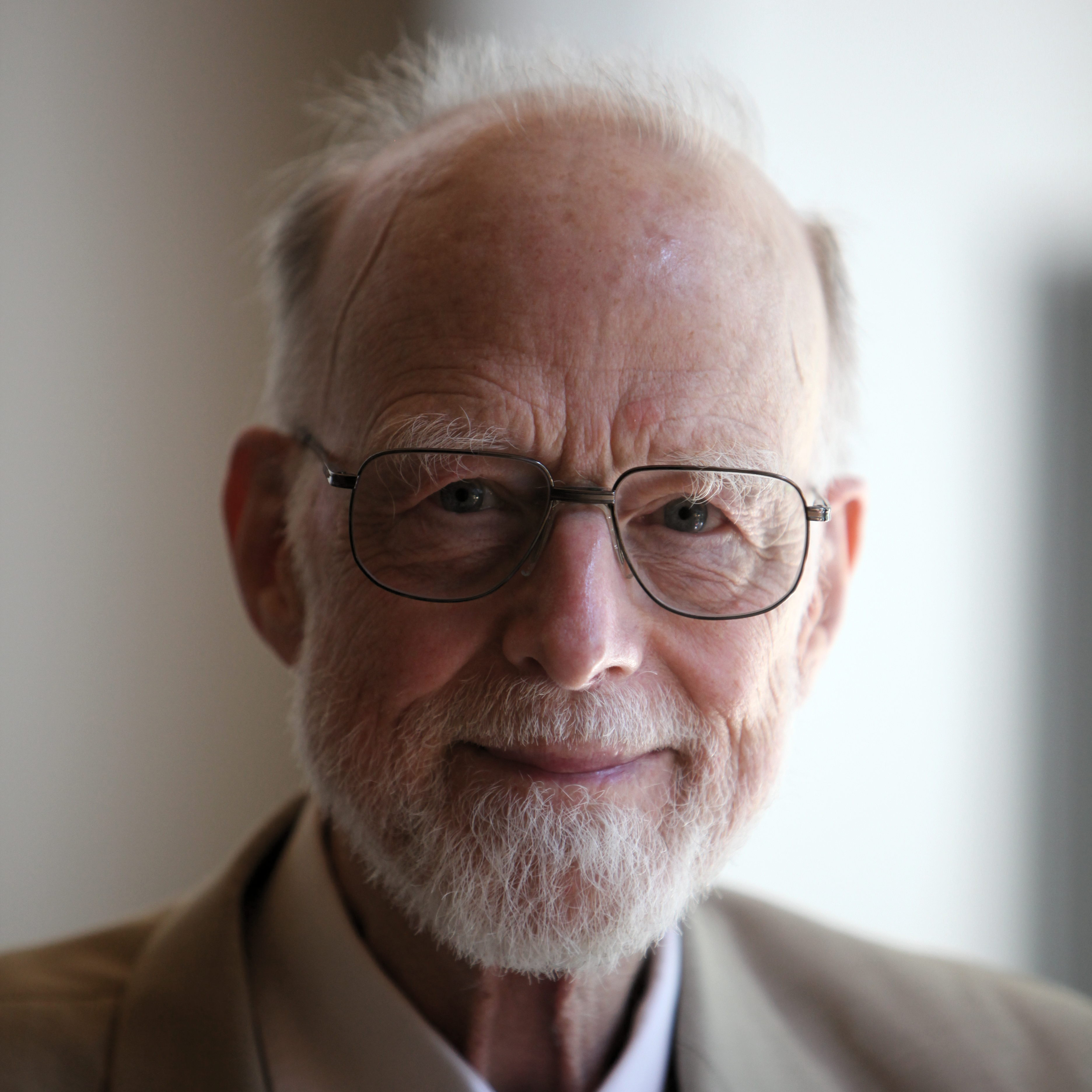
Tony Hoare: cientista da computação
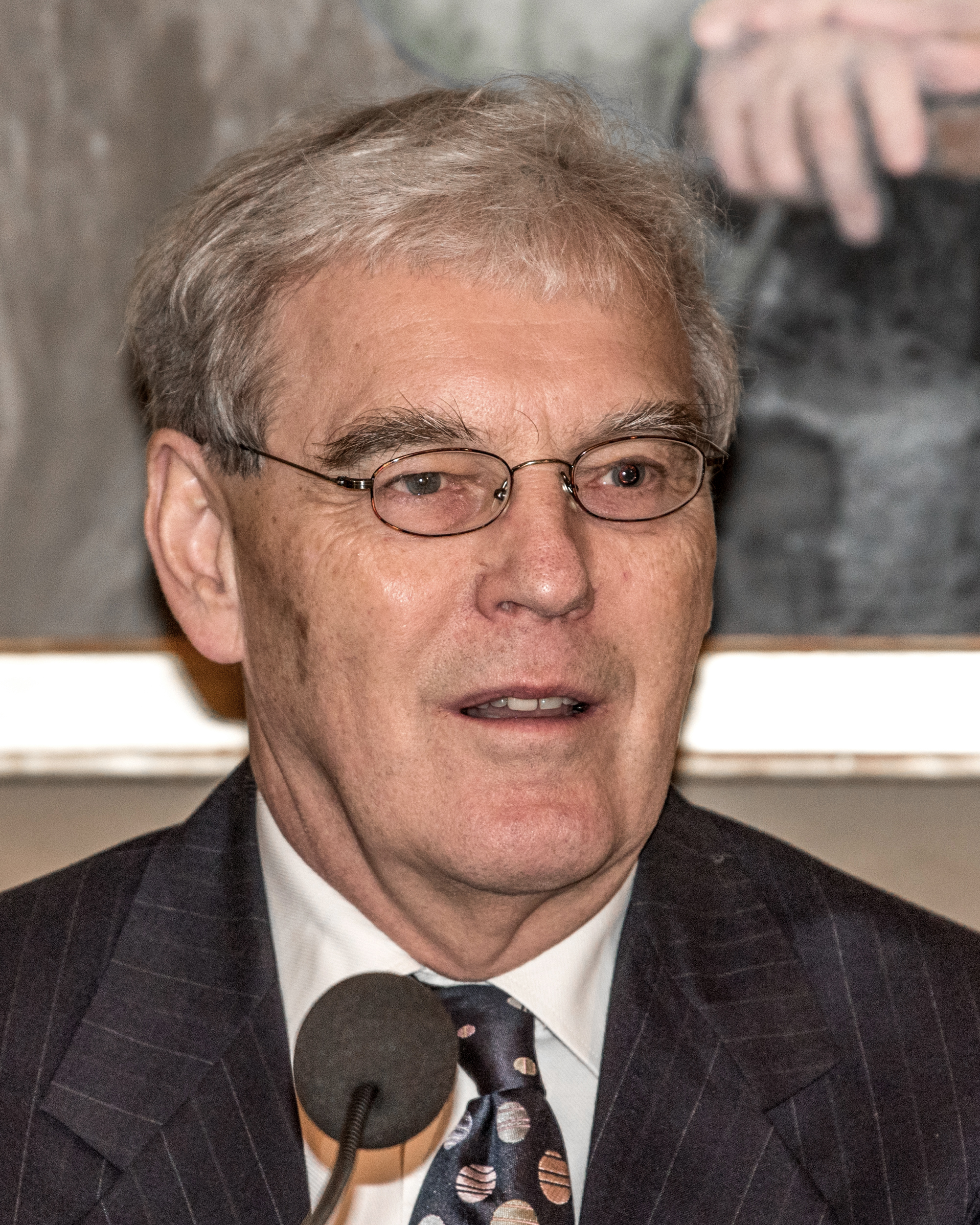
Richard Henderson: Prêmio Nobel de Química de 2017.
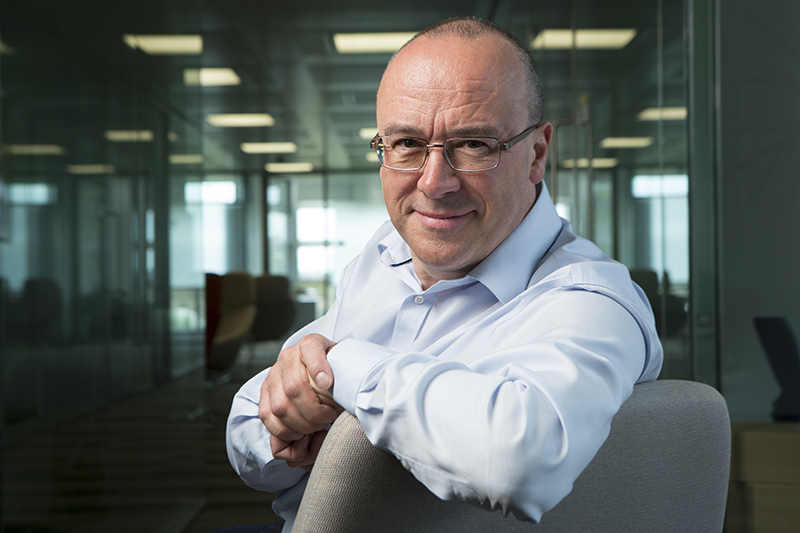
Chris Bishop: Diretor de Laboratório da  Microsoft Research Cambridge
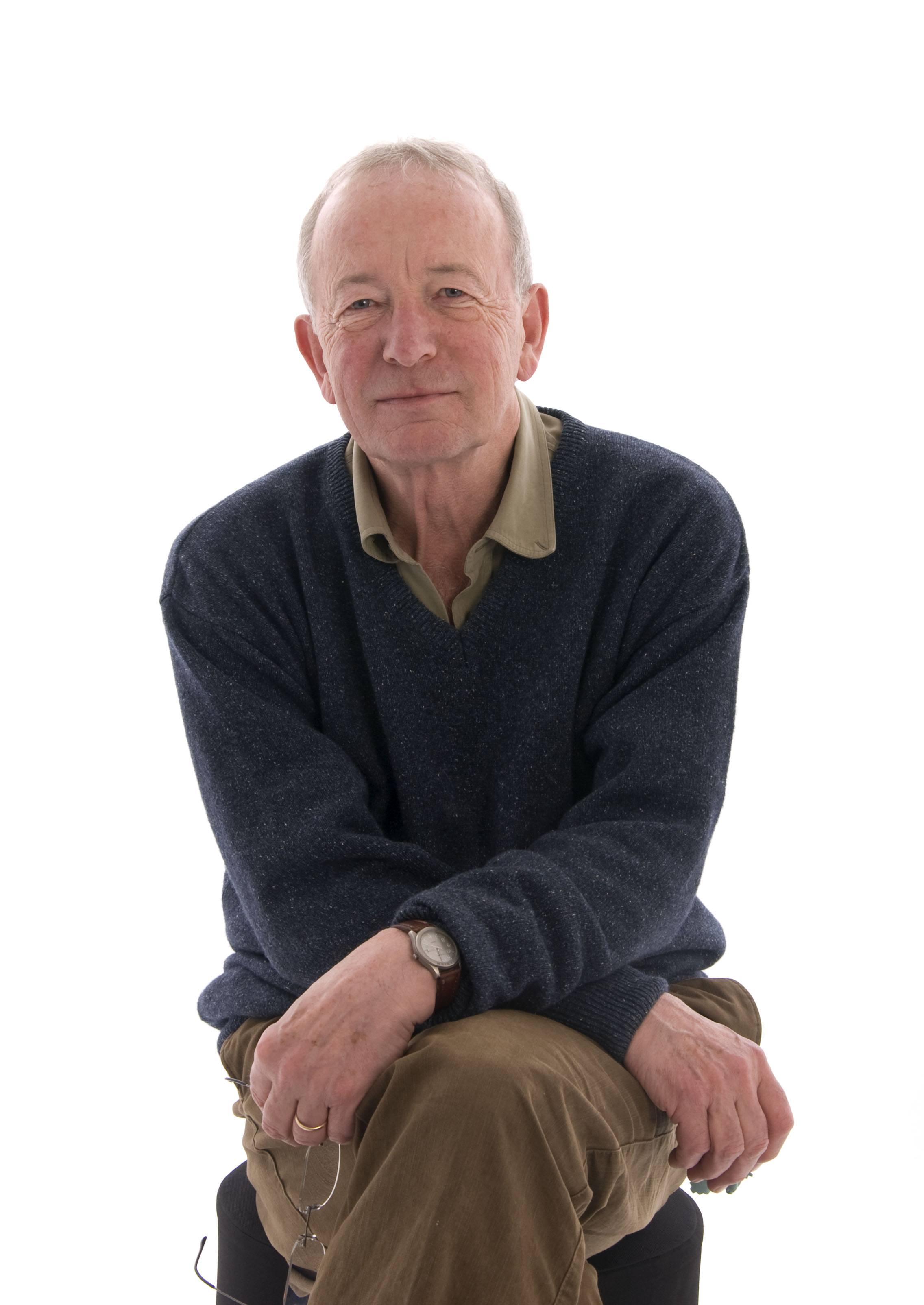
Nick Humphrey: neuropsicólogo inglês
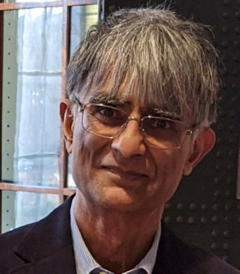
Harshad Bhadeshia: Metalúrgico